# Franz Alice Stern
Francesco Stella (* 1990 in Bari), alias Franz Alice Stern, ist ein italienischer Ingenieur, Produzent, Komponist und DJ; er lebt in Berlin. Seine Produktionen mischen beispielsweise Arpeggi von Johann Sebastian Bach mit Schlagzeug und Bass aus dem Detroit Techno.

## Biografie

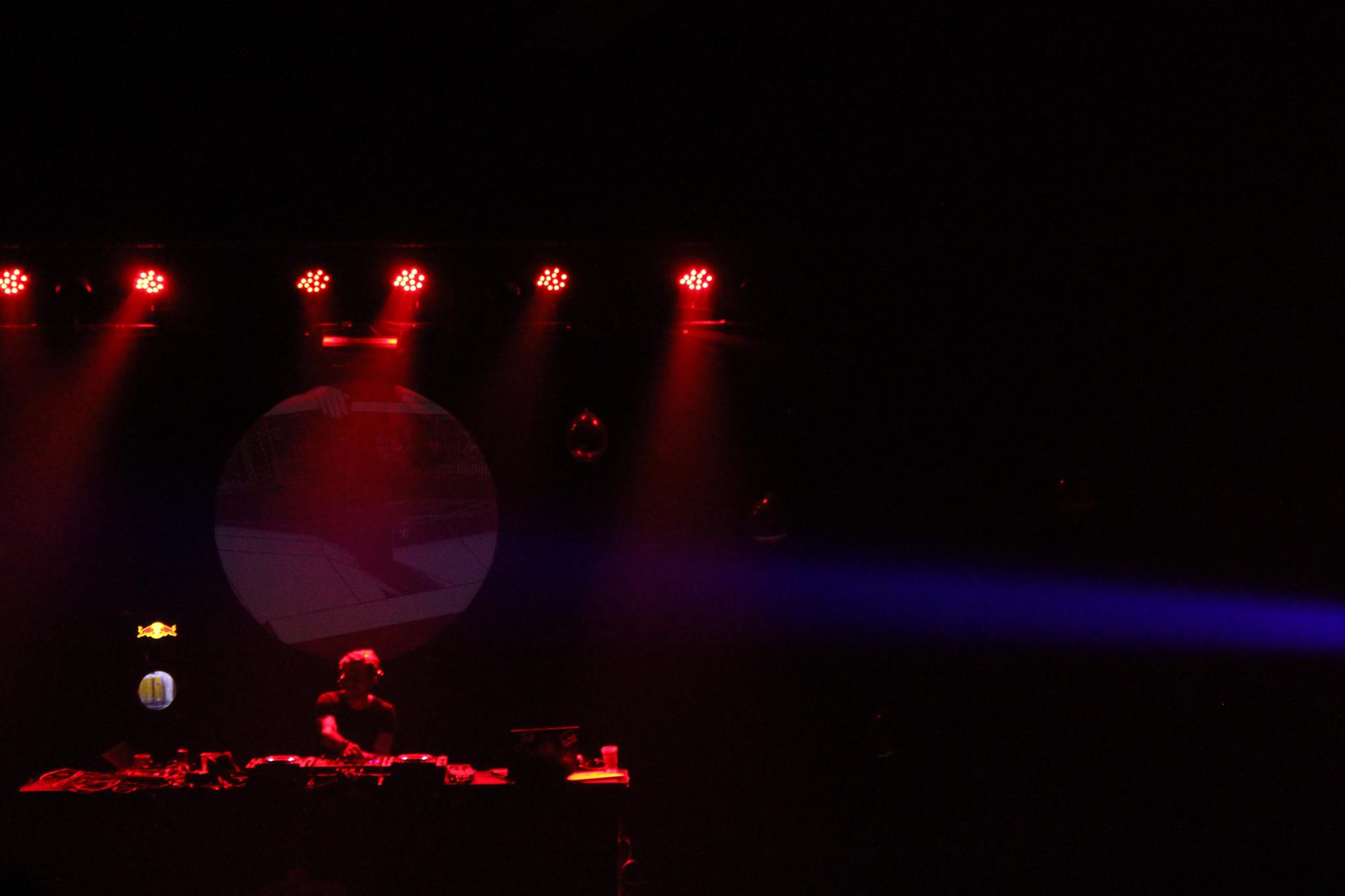
Stern in Sarajevo (Bosnien) 2017

Mit vier Jahren begann Stella, klassische Komposition und Klavier zu lernen. Als er neun Jahre alt war, entdeckte er elektronische Musik und interessierte sich für Musiker wie Kraftwerk und Plastikman.
Mit 13 begann er als DJ in Bari aufzutreten und 2014 erschien sein erstes Release unter dem Namen Franz Alice Stern beim deutschen Label Trapez. Sein zweites Release kam kurz danach beim Label Get Physical Music. Im Jahr 2015 veröffentlichte er mehrere Singles und Remixes, darunter Fritz Kalkbrenner – One Of These Days (Franz Alice Stern Remix). Seine Neuinterpretation von Rauschhaus – The End Of All Things landete 2016 auf dem 74. Platz der Bestseller von Traxsource. Seit 2015 ist er regelmäßig auf Tournee. Im Oktober 2016 debütierte er beim Amsterdam Dance Event, kurz bevor er bei dem deutschen Label Katermukke unterschrieb. 2018 erschien seine neue EP White And Black beim französischen Label Lost On You, das seine Einnahmen für wohltätige Zwecke spendet.

## Privatleben
Stella studierte Jura an der Universität Bari. Seit 2013 ist er sozial engagiert und unterstützt verschiedene humanitäre Organisationen zur Armutsbekämpfung. Seit 2015 lebt er in Berlin. Er studierte Audiotechnik in London an der Point Blank Music School.

## Diskografie

### Originale
- 2014 K8 EP // Trapez LTD[10]
- 2014 To Survive // Get Physical Music[11]
- 2015 2nd State // Modernsoul
- 2015 Pretending // Parquet Recordings
- 2015 Adagio In Dmin // Traum Schallplatten
- 2015 North Winds EP // With Compliments
- 2016 Normal Minds EP // Trapez LTD[12]
- 2016 IMmaterial EP // Click Records
- 2016 Gravity // Parquet Recordings
- 2016 Pride And Prejudice // Katermukke
- 2016 Nirvana // Polymath
- 2017 Glory Way // Traum Schallplatten
- 2017 Odi Et Amo // Katermukke
- 2018 White And Black EP // Lost On You
- 2018 A New End EP // Katermukke[13][14]
- 2019 Loud Silence // Bar25

### Remixe
- 2015 Marius Franke – Nails (Franz Alice Stern Remix) // MBF LTD
- 2015 Fynn – Here's My Soul (Franz Alice Stern Remix) // Get Physical Music
- 2015 Jonas Woehl – Leaving Me (Franz Alice Stern Remix) // Lenient Tales
- 2015 Teho – Cliche (Franz Alice Stern Remix) // Parquet Recordings
- 2015 Fritz Kalkbrenner – One Of These Days (Franz Alice Stern Remix) // SUOL
- 2015 Anna Naklab feat. Alle Farben & Younotus – Supergirl (Franz Alice Stern Remix) // Sony Music Entertainment[15]
- 2015 YouKey – Separated Sky (Franz Alice Stern Remix) // Get Physical Music
- 2015 Groove Squared – A.I. (Franz Alice Stern Remix) // OGOPOGO
- 2015 Alexandre Allegretti, Riccii – Survival (Franz Alice Stern Remix) // Making You Dance
- 2016 Ramon Tapia – Split Second (M.in & Franz Alice Stern Remix) // My Favourite Freaks &  Toolroom
- 2016 Bondi – You've Been Fooled (Franz Alice Stern Remix) // Konzeptions
- 2016 Leonard Bywa – Awe (Franz Alice Stern Remix) // With Compliments
- 2016 Fynn – Altered State (Franz Alice Stern Remix) // Get Physical Music
- 2016 Rauschhaus – The End Of All Things (Franz Alice Stern Remix) // Submarine Vibes
- 2016 Allies For Everyone – The Slow (Franz Alice Stern Remix) // Constant Circles
- 2016 Black Shape – Doom Room (Franz Alice Stern Remix) // Tiptop Audio Records
- 2017 Roderic – No Name (Franz Alice Stern AZ422 Mix) // Katermukke
- 2017 Roderic – No Name (Franz Alice Stern Latenight Mix) // Katermukke
- 2017 Hibrid – Flower The Black (Franz Alice Stern Remix) // Submarine Vibes[16]
- 2018 Dj Zombi – Lovely (Franz Alice Stern Remix) // BeatBoutique
- 2018 Thomas Maschitzke – Dementora (Franz Alice Stern Remix) // Geistzeit
- 2018 Nils Hoffmann – Drift (Franz Alice Stern Remix) // Get Physical Music[17]
- 2018 D-Formation – Stein (Franz Alice Stern Remix) // Beatfreak Recordings
- 2018 SolarSolar – Why Do I (Franz Alice Stern Remix) // Mango Alley
- 2019 Rafael Cerato & Teologen - Divine (Franz Alice Stern Remix) // Einmusika Recordings

### DJ-Mixe
- 2016 Inner Pocket Moves Vol.3 Mixed By Franz Alice Stern // Trapez LTD[18]